# Florence Hartmann

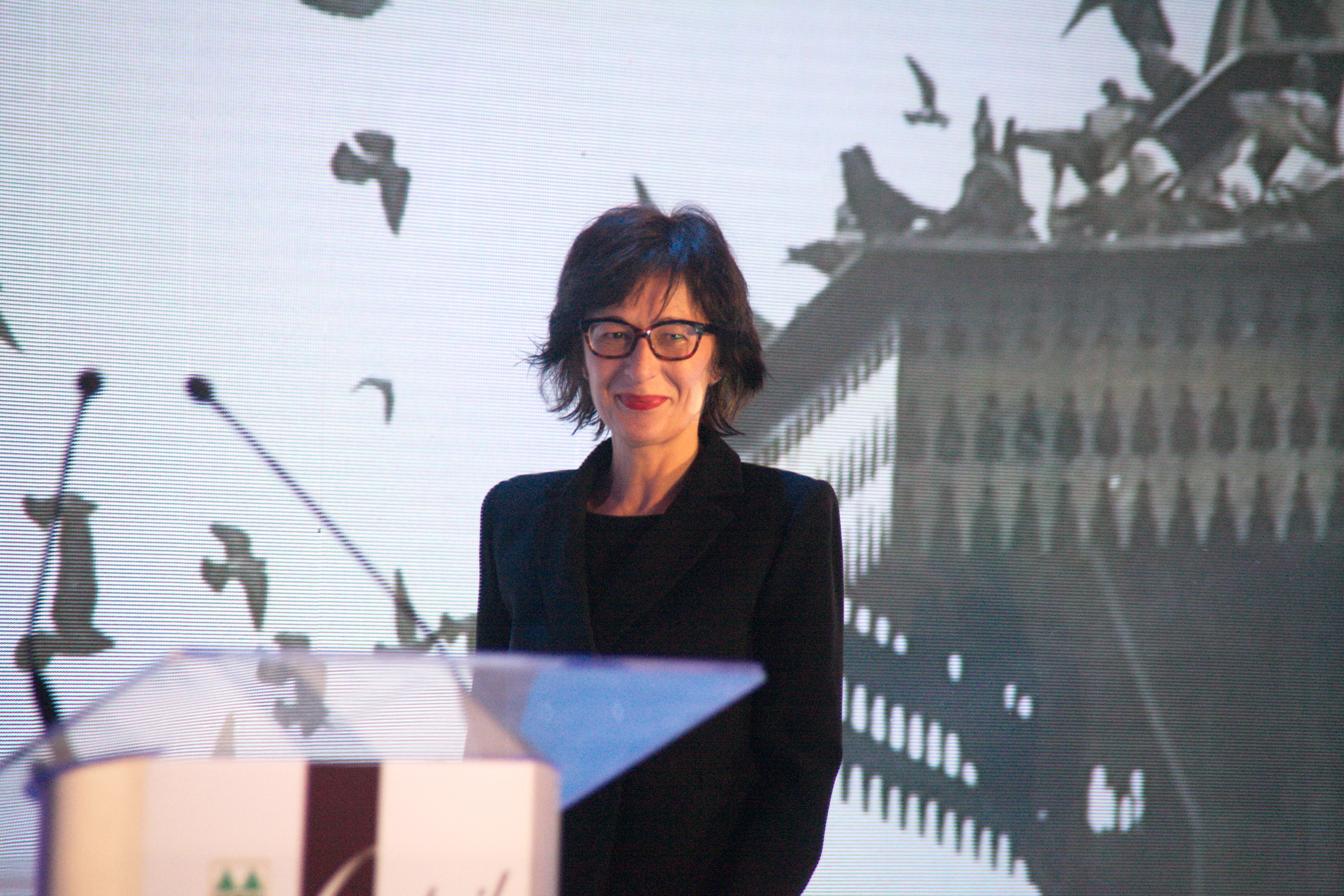
Florence Hartmann in Sarajevo, 2015

Florence Hartmann (17 februari 1963) is een Franse journaliste, publiciste en voormalig medewerkster van het Joegoslavië-tribunaal.

## Loopbaan
In de jaren negentig versloeg Hartmann ter plekke voor de Franse krant Le Monde de gebeurtenissen in het toenmalige Joegoslavië. Van 2000 tot 2006 was zij woordvoerster van Carla Del Ponte, de hoofdaanklager van het Joegoslavië-tribunaal.
Over de Bosnische Oorlog en de verwikkelingen daarna schreef zij een boek, Paix et châtiment ('vrede en straf') getiteld. Daarin maakt ze melding van zaken die volgens het tribunaal geheimgehouden hadden moeten worden. Het gaat om documenten die Servië bij de berechting van de vroegere Servische president Slobodan Milošević aan het tribunaal had overhandigd, met de bedinging dat de daarin vermelde zaken niet naar buiten mochten komen. Hartmann heeft gebruikgemaakt van gerechtelijke besluiten van het tribunaal en in haar boek geschreven dat de Servische geheime documenten (van de hoogste defensieraad) Bosnië hadden kunnen helpen bij diens aanklacht tegen Servië wegens genocide bij het Internationaal Gerechtshof in Den Haag (waaronder de massamoord na de inname van Srebrenica in 1995). Ook zou volgens Hartmann de Bosnisch-Servische generaal Ratko Mladić van de Servische regering wapens en orders hebben ontvangen.
Het tribunaal vindt dat Hartmann de vertrouwelijkheid heeft geschonden en dagvaardde haar daarom op de beschuldiging van minachting van het tribunaal. Sinds 15 juni 2009 (voortgezet vanaf 1 juli) loopt haar zaak voor het Joegoslavië-tribunaal. Hartmann meent niets verkeerds te hebben gedaan en slechts uit stukken te hebben geput die voor ieder toegankelijk waren.
Op 14 september 2009 werd ze veroordeeld tot een boete van zevenduizend euro omdat ze zich aan 'minachting van het tribunaal' zou hebben schuldig gemaakt. In hoger beroep werd de strafmaat bevestigd en toen de geldboete niet werd betaald werd die omgezet in een gevangenisstraf van zeven dagen. Frankrijk weigerde haar echter uit te leveren. Op 24 maart 2016 was ze in Den Haag voor het bijwonen van de uitspraak van het Joegoslavië-tribunaal in het proces tegen Radovan Karadžić, toen ze alsnog door VN-medewerkers werd gearresteerd en vastgezet in een isoleercel van de internationale gevangenis te Scheveningen. Op dinsdag 29 maart kwam Hartmann vervroegd vrij wegens "goed gedrag" en het uitzitten van "twee derde van haar straf".

## Publicaties
- Milosevic, la Diagonale du fou, Denoël, 1999. ISBN 978-2070424788
- Paix et Châtiment, Les guerres secrètes de la politique et de la justice internationales, Flammarion, 2007. ISBN 978-2081206694
- Lanceurs d'alerte, les Mauvaises Consciences de nos Démocraties, Don Quichotte, 2014. ISBN 978-2359491999
- Le Sang de La Realpolitik : L'Affaire Srebrenica, Don Quichotte, 2015. (Kindle)